# Wanba
Wanba (kinesiska: 湾坝彝族乡, 湾坝彝族) är en socken i Kina. Den ligger i provinsen Sichuan, i den sydvästra delen av landet, omkring 260 kilometer sydväst om provinshuvudstaden Chengdu. Antalet invånare är 5 888. Befolkningen består av 2 770 kvinnor och 3 118 män. Barn under 15 år utgör 37 %, vuxna 15-64 år 57 %, och äldre över 65 år 5,0 %.
Genomsnittlig årsnederbörd är 1 220 millimeter. Den regnigaste månaden är juli, med i genomsnitt 251 mm nederbörd, och den torraste är januari, med 5 mm nederbörd.